# كوكب قمري

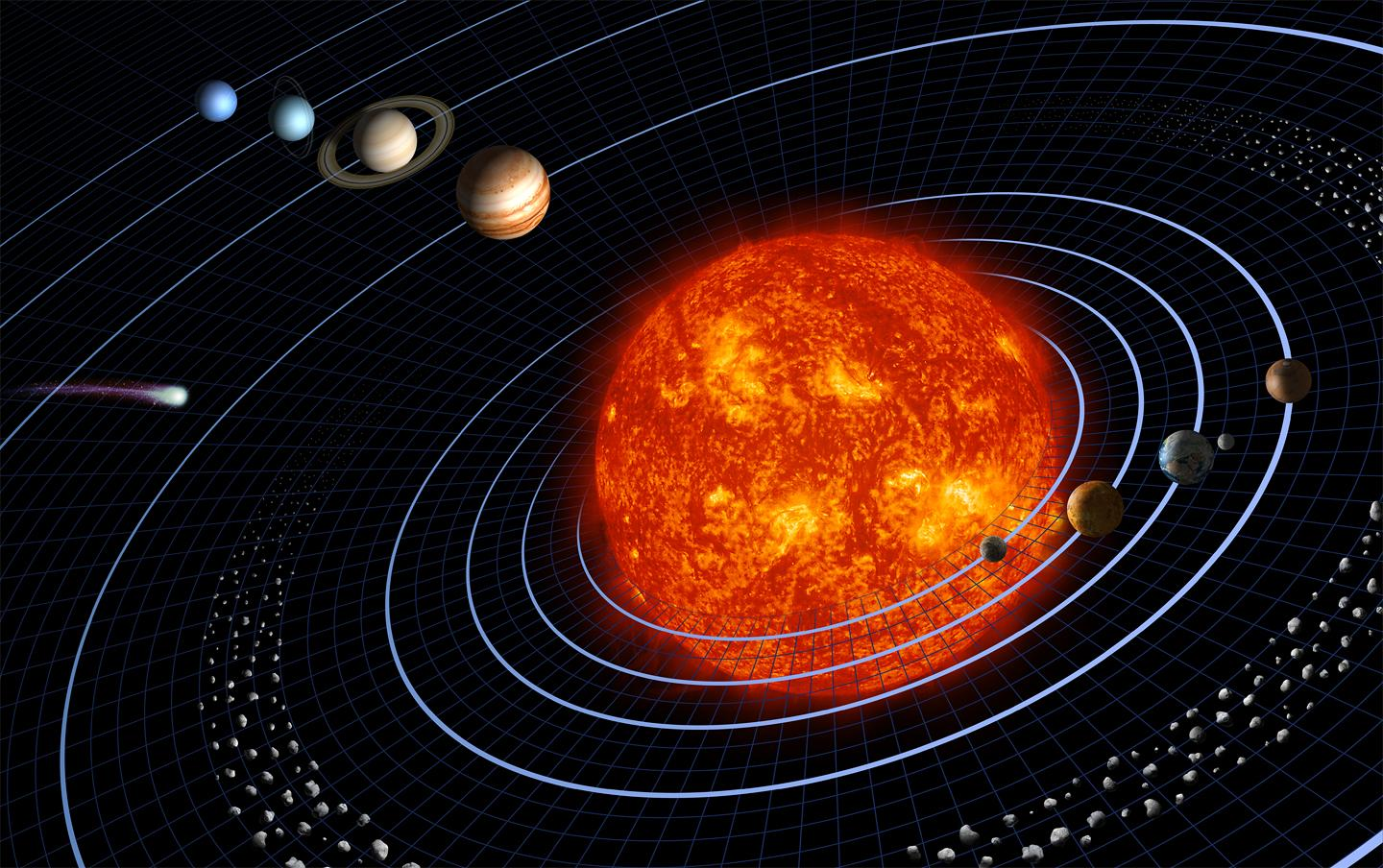

القمر ذو الكتلة الكوكبية هو جرم ذو كتلة كوكبية وهو أيضًا قمر طبيعي. فهي كبيرة وإهليلجية الشكل (وأحيانًا كروية). هناك قمران في النظام الشمسي أكبر من كوكب عطارد (على الرغم من أنهما أقل ضخامة): غانيميد وتيتان، وسبعة أكبر حجما وأكثر ضخامة من كوكب بلوتو القزم.
مفهوم الكواكب القمرية -فكرة أن الأجسام ذات الكتلة الكوكبية، بما في ذلك الأقمار ذات الكتلة الكوكبية، هي كواكب- يستخدمها بعض علماء الكواكب، مثل آلان ستيرن، الذين يهتمون أكثر بما إذا كان الجرم السماوي له جيولوجيا كوكبية (أي، سواء كان جرمًا كوكبيًا) من حيث مداره (ديناميكيات الكواكب). لم يقبل الاتحاد الفلكي الدولي (IAU) هذا التصور للكواكب باعتبارها ثلاث فئات من الأجرام (الكواكب الكلاسيكية والكواكب القزمة والكواكب القمرية). بالإضافة إلى ذلك، فإن تعريف الاتحاد الفلكي الدولي لـ التوازن الهيدروستاتيكي مقيد تمامًا في حين أن أقمار الكتلة الكوكبية قد تكون في حالة توازن هيدروستاتيكي بسبب المد والجزر أو التسخين الإشعاعي، في بعض الحالات تشكل محيطًا تحت السطح.